# Tschenglsberg
Die Burg Tschenglsberg (auch „Hinterburg“ genannt) ist eine Burg im Vinschgau in Südtirol. Sie liegt westlich der Fraktion Tschengls der Gemeinde Laas etwas erhöht am Nördersberg in einer Höhe von 1179 Metern.

## Bauliche Überreste
Vom alten Baubestand sind heute nur noch der runde, etwa 20 Meter hohe Bergfried und Teile der ungegliederten Ringmauer erhalten. Die Ringmauer hatte eine Höhe von etwa 10 Metern. Im Inneren befinden sich nachträglich eingebaute Gebäude, die heute als Bauernhof dienen.

## Geschichte
Burg Tschenglsberg wurde rein zu militärischen Zwecken und ohne Palas errichtet und ist bereits 1193 als Besitz der Ritter von Tschengls erwähnt. Aufgrund der Abgeschiedenheit der Burg wurde später die ortsnähere Tschenglsburg erbaut. Ab dem Jahr 1330 waren die Ritter von Tschengls Lehensträger des tirolischen Landesfürsten. Als Churische Kanzler hatten sie eine eigene Gerichtsbarkeit, nicht nur über Tschengls, sondern auch über Prad. Nach dem Aussterben derer von Tschengls im Jahre 1421 ging die Burg zunächst an das Geschlecht der Familien Lebenberg, dann der Fuchs von Fuchsberg und später der Liechtenstein-Kastelkorn über. Heute befindet sie sich im Besitz von Siegfried de Rachewiltz. Eine Besichtigung ist nicht möglich.